# Johanne af Navarra
 Ikke at forveksle med Johanne 1. af Navarra.
Johanne af Navarre (ca. 1368 – 10. juni 1437) var hertuginde af Bretagne gennem sit første ægteskab med Hertug Johan 4. og senere dronning af England gennem sit andet ægteskab med Kong Henrik 4. Hun tjente som Bretagnes regent fra 1399 indtil 1403 for sin mindreårige søn. Hun tjente også som Englands regent under hendes stedsøn Henrik 5.'s fravær i 1415. Fire år senere fængslede han hende og konfiskerede hendes penge og jord. Johanne blev frigivet i 1422, kort før Henrik 5.'s død.
Johanne var en datter af kong Karl 2. af Navarra og Johanne af Frankrig.

## Hertuginde af Bretagne
Den 2. oktober 1386 blev Johanne gift med sin første mand Johan 4., hertug af Bretagne  Hun var hans tredje hustru og den eneste, som han fik børn med.
Johan 4. døde den 1. november 1399 og blev efterfulgt af hans og Johannes søn Johan 5.. Hendes søn var stadig mindreårig, hun blev gjort til hans værge og Bretagnes regent mens han var mindreårig. Ikke længe efter tilbød Kong Henrik 4. af England at gifte sig med hende. Tilbuddet om ægteskab blev givet ud fra gensidig personlig præference og ikke på grund af en dynastisk forbindelse. I følge Encyclopædia Britannica var der opstået kærlighed mellem Johanne og Henrik, mens han boede ved det bretonske hof efter hans forvisning fra England. Johanne svarede positivt på tilbuddet, men erklærede, at hun ikke kunne acceptere det, før hun havde bragt anliggender i Bretagne i orden og sørget for hertugdømmets og sine børns sikkerhed.
Johanne vidste, at det ikke ville være muligt for hende at fortsætte som Bretagnes regent efter at hun havde giftet sig med kongen af England, og at hun heller ikke kunne tage sine sønner med sig til England. En pavelig dispensation var nødvendig for ægteskabet, der blev opnået i 1402. Hun forhandlede med hertugen af Burgund for at gøre ham til værge for hendes sønner og Bretagnes regent. Til sidst overgav hun forældremyndigheden over sine sønner og sin magt som Bretagnes regent til hertugen af Burgund, der svor at respektere de bretonske rettigheder og love, og rejste til England med sine døtre.

## Dronning af England
Den 7. februar 1403 blev Johanne gift med Henrik 4. i Winchester Cathedral . Den 26. holdt hun sin formelle indtog i London, hvor hun blev kronet som dronning af England. Dronning Johanne blev beskrevet som smuk, elskværdig og majestætisk, men også som grådig og nærrig, og blev beskyldt for at tage imod bestikkelse. Efter sigende fik hun ikke et godt indtryk af England, da et bretonsk skib blev angrebet ud for den engelske kyst lige efter hendes bryllup. Hun foretrak selskab med sit bretonske følge, og det vækkede så meget harme, at hendes bretonske hoffolk blev beordret i eksil efter ordre fra Parlamentet, en ordre, som kongen ikke mente, at han kunne modsætte sig i betragtning af hans følsomme forhold til parlamentet på det tidspunkt.
Johanne og Henrik havde ingen overlevende børn, men det ser ud til, at Johanne i 1403 fødte to dødfødte babyer. Det blev skrevet, at hun havde et godt forhold til Henriks børn fra hans første ægteskab, og ofte tog hun den fremtidige Henrik 5.'s side i hans skænderier med sin far. Hendes døtre vendte tilbage til Frankrig tre år efter deres ankomst på ordre fra deres bror, hendes søn.
I 1413 døde hendes anden ægtefælle, og han blev efterfulgt af hendes stedsøn Henrik 5.. Johanne, der havde et meget godt forhold til Henrik, der tillod hende brug af hans kongelige slotte Windsor, Wallingford, Berkhamsted og Hertford under hans fravær i Frankrig i 1415. Da han vendte tilbage, bragte han imidlertid hendes søn Arthur af Bretagne med som sin fange. Johanne forsøgte uden held at få ham løsladt. Dette beskadigede tilsyneladende hendes forhold til Henrik.
I august 1419 blev varer fra hendes personlige skriftefader, broder Randolph, konfiskeret, selvom den specificerede liste viste genstande, der faktisk tilhørte Johanne. Den følgende måned stod Randolph frem foran Parlamentet og hævdede, at Johanne havde "planlagt og udtænkt døden og ødelæggelsen for vores bemeldte herre kongen på den mest onde og forfærdeligste måde, man kunne forestille sig". Hendes store formue blev konfiskeret, og hun blev fængslet på Pevensey Castle i Sussex og senere på Leeds Castle i Kent. Hun blev frigivet på ordre af Henrik 5. i 1422, seks uger før han døde.
Efter frigivelsen blev hendes formue givet tilbage til hende, og hun levede resten af sit liv roligt og behageligt med sit eget hof på Nottingham Castle, gennem Henrik 5.'s regeringsperiode og ind i hans søn Henrik 6.'s. Hun døde i Havering-atte-Bower i Essex og blev begravet i Canterbury Cathedral ved siden af Henrik 4.

## Børn
- Johanne (Nantes, 12. august 1387 – 7. december 1388).
- Isabella (oktober 1388 – december 1388).
- Johan 5., hertug af Bretagne (Château de l'Hermine, nær Vannes, Morbihan, 24. december 1389 – manoir de La Touche, nær Nantes 29. august 1442).
- Marie (Nantes, 18. februar 1391 – 18. december 1446), Frue af La Guerche, gift på Château de l'Hermine (Vannes) den 26. juni 1398 med Johan 1., hertug af Alençon.
- Margrete (1392 – 13. april 1428), Frue af Guillac, gift den 26. juni 1407, Alan 9., viscount af Rohan og greve af Porhoët (d. 1462)
- Arthur 3., hertug af Bretagne (Château de Succinio, 24. august 1393 – Nantes, 26. december 1458).
- Gilles (1394 – Cosne-sur-Loire, 19. juli 1412), Herre af Chantocé og Ingrande.
- Richard (1395 – Château de Clisson 2. juni 1438), greve af Benon, Étampes og Mantes, gift på Château de Blois, Loir-et-Cher den 29. august 1423 Margrete af Orléans, grevinde af Vertus, datter af Ludvig af Valois, hertug af Orléans.
- Blanka (1397 – før 1419), gift i Nantes den 26. juni 1407 Johan 4., greve af Armagnac.